# Eremaula minor
Eremaula minor är en fjärilsart som beskrevs av Butler 1886. Eremaula minor ingår i släktet Eremaula och familjen nattflyn. Inga underarter finns listade i Catalogue of Life.